# 7448 Pöllath
7448 Pöllath eller 1948 AA är en asteroid i huvudbältet, som upptäcktes den 14 januari 1948 av den tysk-amerikanske astronomen Walter Baade vid Mount Wilson-observatoriet.
Den har fått sitt namn efter Reinhard Pöllath vid universitetet i Münster.